# 兼任王
兼任王（かねとうおう、生没年不明）は江戸時代の公家。官位は従六位下。河越重忠と同一人物であると考えられる。

## 概要
『続史愚抄』慶長14年（1609年）9月6日条によると、従六位下に叙されている。同月16日には伊勢神宮遷宮による奉幣の使王となった。『弘誓院記』慶長16年（1611年）4月5日乙亥条によると、後水尾天皇即位による奉幣の使王となった。